# ヴァーリ (オーディンの息子)

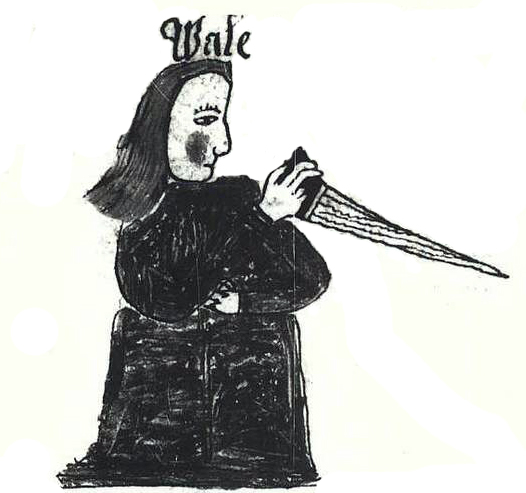
17世紀のアイスランドの写本『AM 738 4to』に描かれたヴァーリ。

ヴァーリ（ヴァリとも）(Vali、Váli)は、北欧神話に登場する司法神の一人。

## 『エッダ』
『古エッダ』の『巫女の予言』および『バルドルの夢』によると、バルドルがロキにだまされたヘズ（ホズとも）に殺された後、父オーディンは巨人の女の予言に従って、復讐者となる息子ヴァーリを女性リンドに産ませた。ヴァーリは一夜にして成人し、腹違いの兄であるヘズを殺した。
『ヴァフスルーズニルの言葉』および『スノッリのエッダ』第一部『ギュルヴィたぶらかし』によれば、異母兄弟のヴィーザルとともにラグナロクを生き延びるとされる。伝承では、再生したバルドルとヘズとも出会うといわれている。
なお『詩語法』ではヴァーリを表すケニングとして、「オーディンとリンドの子」、「バルドルの復讐者のアース」、「ホズの敵で殺し手」などを紹介している。

## 『デンマーク人の事績』
サクソ・グラマティクスが著した歴史書『デンマーク人の事績』では、オーティヌス（オーディン）とリンダ（リンド）の息子・ボーウス（またはボウ）として登場し、最終的にホテルス（ヘズ）と相討ちになる。